# Dreiviertelblut
Dreiviertelblut ist eine Band aus Oberbayern. Die Band bezeichnet ihre Musik als „folklorefreie Volksmusik“.

## Geschichte
Im Jahr 2012 gründeten der Bananafishbones-Sänger Sebastian Horn und der Filmkomponist Gerd Baumann die Musikgruppe Dreiviertelblut. Die ersten Lieder der späteren Gruppe waren jedoch bereits 2009 mit der Filmmusik zum Kinofilm Sau Nummer vier. Ein Niederbayernkrimi des deutschen Regisseurs Max Färberböck entstanden. Positive Resonanz ließ Baumann und Horn enger zusammenarbeiten. Für den nächsten Max-Färberböck-Krimi Paradies 505. Ein Niederbayernkrimi wurden neue Lieder aufgenommen. Am 11. Oktober 2013 veröffentlichten Dreiviertelblut dann ihr Debütalbum Lieder vom Unterholz bei Millaphon Records.
2014 gab es erste Liveanfragen. Horn und Baumann spielten mit befreundeten Musikern Anfang August 2014 beim 2. Heimatsound-Festival im Passionstheater Oberammergau. Für den deutschen Krimi-Autor Robert Hültner spielte Dreiviertelblut bei seiner Lesung zu seinem Buch Tödliches Bayern im Milla Club. Ende Juli 2016 trat Dreiviertelblut zum zweiten Mal beim Heimatsound-Festival auf. Das Lied Ned nur mia entstand für die Kundgebung „WIR. Stimmen für geflüchtete Menschen“ am 11. Oktober 2015 am Münchner Königsplatz. Am 7. Oktober 2016 erfolgte die Veröffentlichung des zweiten Albums Finsterlieder bei Millaphon Records. Die Präsentation des Albums erfolgte zusammen mit den Münchner Symphonikern am 8. Oktober im Prinzregententheater vor über Tausend begeisterten Zuhörern. Dreiviertelblut startete nachfolgend die Finsterlieder-Tournee mit Auftritten in ganz Bayern.
Das Album Diskothek Maria Elend wurde mit Gastmusikern am 2. Oktober 2018 im Münchner Zirkus Krone als Auftakt einer folgenden Tournee präsentiert.
Für die Fernsehserie Der Beischläfer lieferte die Gruppe den Soundtrack. Der Song Wos übrig bleibt ist die Intromusik zur Fernsehserie Oktoberfest 1900.

## Diskografie
Alben:
- 2013: Lieder vom Unterholz (Millaphon Records)
- 2016: Finsterlieder (Millaphon Records)
- 2018: Diskothek Maria Elend (Millaphon Records)
- 2019: live – Dreiviertelblut & Münchner Symphoniker (Millaphon Records)
- 2022: Plié (Millaphon Records)
- 2025: Prost Ewigkeit (Millaphon Records)